# Leonhard Hausmann
Leonhard Hausmann (* 27. Dezember 1902 in Augsburg; † 17. Mai 1933 im KZ Dachau) war ein deutscher Politiker (KPD).

## Leben und Tätigkeit
Hausmann arbeitete nach dem Schulbesuch als Bauhilfsarbeiter in der Papierfabrik Haindl in Augsburg und später als Bauarbeiter beim Bauunternehmen Thosti-Bau in Augsburg. Bei Thosti gehörte er als aktiver Gewerkschafter zum Betriebsrat.
Zu Beginn der 1920er Jahre trat Hausmann in den Kommunistischen Jugendverband und später in die KPD ein. In der letzteren übernahm er Aufgaben als Funktionär, wobei er es schließlich zum Parteisekretär brachte.
Am 30. Mai 1928 heiratete Hausmann Wilhelmine Stippler (1906–1993). Um 1930 hielt Hausmann sich ein Jahr lang zu einer politischen Schulung in der Sowjetunion auf.
1932 wurde Hausmann als Nachfolger des in den Reichstag gewählten Hans Beimler als Leiter des KPD-Unterbezirks Augsburg eingesetzt. Er war damit de facto Vorsitzender der KPD in Augsburg. Außerdem war er Herausgeber der KPD-Zeitung Die Rote Vorstadt und gehörte dem Stadtrat von Augsburg an.

### Ermordung
Im Zuge der nach dem Machtantritt der Nationalsozialisten einsetzenden Massenverhaftungen von Kommunisten, gelang es Hausmann zunächst, sich bei einem Freund verborgen zu halten. Am 25. März 1933 wurde er jedoch schließlich auf der Straße erkannt und ins Augsburger Gefängnis am Katzenstadel verbracht. Offizieller Haftgrund war die KPD-Mitgliedschaft. Zum 24. April 1933 wurde er ins KZ Dachau verschleppt.
Seine Verbringung nach Dachau erfolgte gleichsam als Ersatz für den kurz zuvor erfolgreich aus dem Lager geflohenen KPD-Reichstagsabgeordneten Hans Beimler. Dort wurde er am 17. Mai 1933 von dem SS-Scharführer Karl Ehmann in den das Lager umgebenden Wald geführt und erschossen. Offiziell wurde seine Tötung von der Lagerverwaltung zu einer Erschießung „auf der Flucht“ deklariert.
Eine Untersuchungskommission stellte fest, dass der Todesschuss aus weniger als 30 cm Entfernung abgefeuert worden war, was gegen die von der Lagerverwaltung behaupteten Todesumstände sprach, und erhob Anklage wegen Mordes. Zu einem Gerichtsverfahren kam es aber nicht mehr.
Hausmanns Tod wurde 1933 im kommunistischen Braunbuch dem Ausland bekannt gemacht und 1945 bei den Nürnberger Prozessen thematisiert.
Karl Ehmann wurde nach dem Krieg aufgrund der Tötung von Hausmann zu einer Zuchthausstrafe von acht Jahren verurteilt.

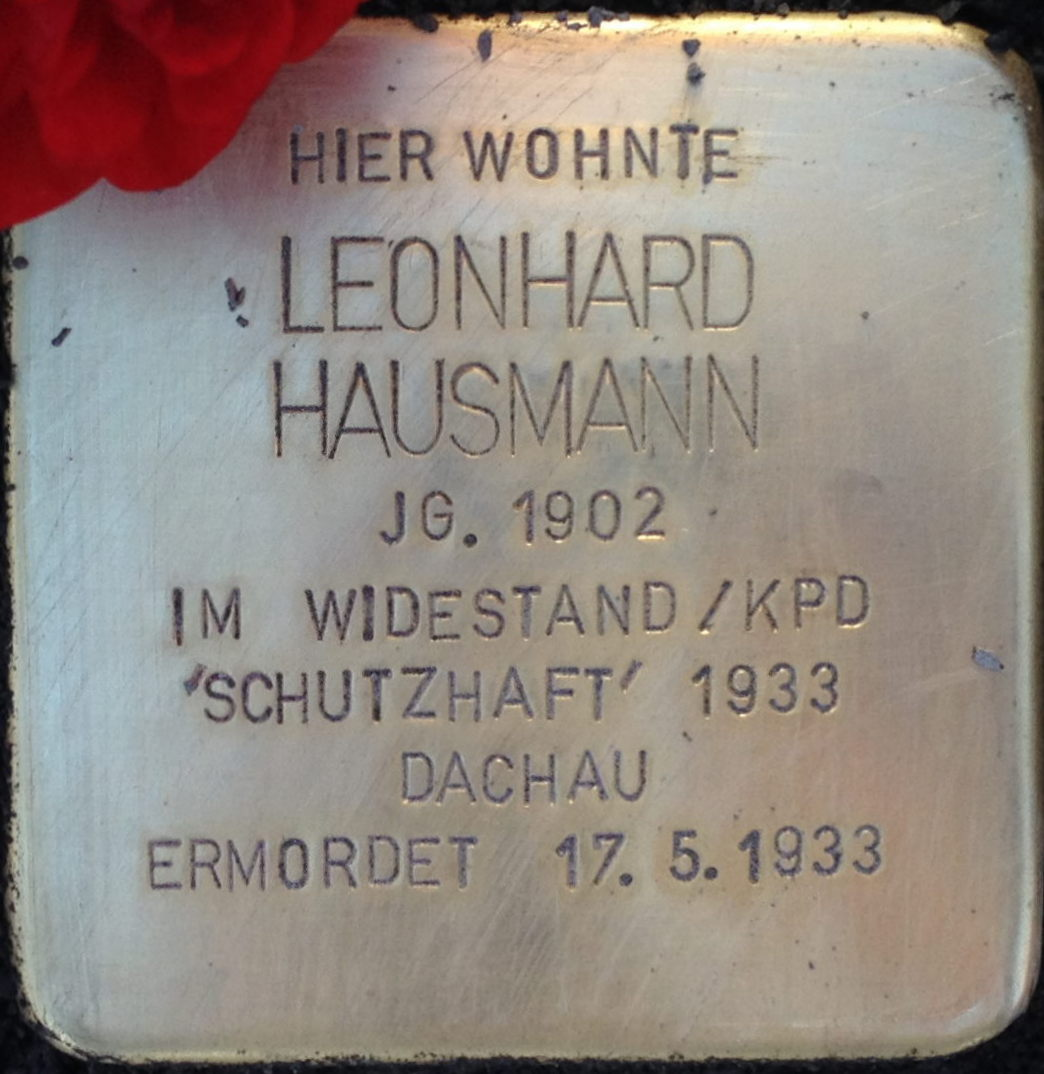
Stolperstein für Leonhard Hausmann in Augsburg

Heute erinnert die Leonhard-Hausmann-Straße in Augsburg an Hausmann.